# 整備補給群 (第1航空団)
第1航空団整備補給群（だい1こうくうだんせいびほきゅうぐん）は、浜松基地に所在する第1航空団隷下の部隊である。

## 概要
第1航空団飛行群に所属する航空機や車両などの点検整備業務および同業務で使用する物品の補給・保管等を任務とする。

## 部隊編成
- 群本部
- 検査隊
- 装備隊
- 修理隊
- 車両器材隊
- 補給隊

## 主要幹部
| 官職名                  | 階級    | 氏名     | 補職発令日     | 前職                             |
| ----------------------- | ------- | -------- | -------------- | -------------------------------- |
| 第1航空団整備補給群司令 | 1等空佐 | 吉田行宏 | 2017年06月14日 | 航空自衛隊補給本部計画部企画課長 |

| 代 | 氏名       | 在職期間                        | 前職                                        | 後職                                              |
| -- | ---------- | ------------------------------- | ------------------------------------------- | ------------------------------------------------- |
|    | 石原格太郎 | 0000年00月00日 - 1959年07月31日 |                                             | 飛行教育集団司令部装備部長                        |
|    |            | 0000年00月00日 - 0000年00月00日 |                                             |                                                   |
|    | 浦忠久     | 0000年00月00日 - 1968年02月15日 |                                             | 航空幕僚監部装備部装備課計画班長                  |
|    | 谷正       | 0000年00月00日 - 1971年02月15日 |                                             | 航空自衛隊幹部学校学校教官                        |
|    | 小林秀江   | 0000年00月00日 - 1972年02月15日 |                                             | 飛行教育集団司令部装備部長                        |
|    | 江口和昭   | 0000年00月00日 - 1973年07月15日 |                                             | 航空幕僚監部装備部装備課計画班長                  |
|    | 澤田祐夫   | 1973年07月16日 - 1974年07月15日 | 航空幕僚監部防衛部防衛課勤務                | 航空幕僚監部人事教育部付                          |
|    | 渡邉剛     | 1974年07月16日 - 1976年03月15日 | 航空総隊司令部装備部整備班長                | 第83航空隊副司令                                  |
|    | 山崎佐幸   | 0000年00月00日 - 1979年10月31日 |                                             | 航空自衛隊第3術科学校第2教育部長                  |
|    |            | 0000年00月00日 - 0000年00月00日 |                                             |                                                   |
|    | 古川俊郎   | 0000年00月00日 - 1985年07月31日 |                                             | 航空自衛隊第1補給処保管部長                       |
|    | 南雲宏     | 1985年08月01日 - 1987年07月31日 | 北部航空方面隊司令部装備部計画班長          | 調達実施本部東京支部勤務                          |
|    | 安井保海   | 1987年08月01日 - 1990年07月08日 | 航空幕僚監部装備部補給課 補給第2班長        | 航空自衛隊第1補給処資材計画部長                   |
|    | 島本憲次   | 1990年07月09日 - 1992年08月02日 | 警戒航空隊整備群司令                        | 航空自衛隊第1術科学校第1教育部長                  |
|    | 赤木良正   | 1992年08月03日 - 1994年11月30日 | 航空幕僚監部装備部整備課計画班長            | 航空総隊司令部装備部計画課長                      |
|    | 赤瀬公     | 0000年00月00日 - 1997年12月07日 |                                             | 航空総隊司令部装備部整備課長                      |
|    |            | 0000年00月00日 - 0000年00月00日 |                                             |                                                   |
|    | 浦山志郎   | 1999年04月01日 - 2000年11月30日 | 調達実施本部東京支部検査第3課長             | 航空開発実験集団司令部装備課長                    |
|    | 盛山直樹   | 2000年12月01日 - 2002年12月01日 | 航空支援集団司令部装備部補給課長            | 航空自衛隊補給本部会計監査官                      |
|    | 高群直人   | 2002年12月02日 - 2004年07月31日 | 北部航空方面隊司令部勤務                    | 航空自衛隊第1補給処立川支処長 兼 立川分屯基地司令 |
|    | 野口英明   | 2004年08月01日 - 2006年03月31日 | 航空自衛隊補給本部第2部 システム管理課長    | 契約本部大阪支部検査第1課長                       |
|    | 竹生壽男   | 2006年04月01日 - 2007年12月02日 | 航空自衛隊補給本部第2部 システム管理課長    | 第1輸送航空隊整備補給群司令                       |
|    | 長田国男   | 2007年12月03日 - 2009年03月31日 | 航空幕僚監部人事教育部援護業務課 援護班長   | 第5航空団整備補給群司令                           |
|    | 益田孝     | 2009年04月01日 - 2010年11月30日 | 航空幕僚監部装備部整備課 整備第1班長        | 第6航空団整備補給群司令                           |
|    | 竹平哲也   | 2010年12月01日 - 2013年03月31日 | 統合幕僚監部防衛計画部防衛課 防衛調整官     | 航空幕僚監部技術部技術課 先進技術室長             |
|    | 佐藤一郎   | 2013年04月01日 - 2014年07月25日 | 航空幕僚監部装備部装備課調達室 調達計画班長 | 自衛隊静岡地方協力本部長                          |
|    | 山本光伸   | 2014年07月26日 - 2015年11月30日 | 航空自衛隊幹部学校主任教官                  | 航空幕僚監部装備計画部装備課 装備調整官           |
|    | 藪田真宏   | 2015年12月01日 - 2017年06月13日 | 航空自衛隊幹部候補生学校学生隊長            | 航空幕僚監部会計監査室長                          |
|    | 吉田行宏   | 2017年06月14日 -                | 航空自衛隊補給本部計画部企画課長            |                                                   |